# Уебстър (окръг, Небраска)
Вижте пояснителната страница за други значения на Уебстър.
Окръг Уебстър (на английски: Webster County) е окръг в щата Небраска, Съединени американски щати. Площта му е 1489 km², а населението - 4061 души (2000). Административен център е град Ред Клауд.